# Internalitet
En internalitet er konsekvenser af en persons adfærd, som den pågældende ignorerer, når han eller hun træffer beslutninger. Det vil typisk dreje sig om langsigtede fordele eller omkostninger for en person, som vedkommende ikke tager i betragtning, når han eksempelvis beslutter at forbruge et gode. Personen maksimerer dermed ikke sin egen nytte, når der optræder internaliteter.
Der er udbredt empirisk belæg for, at internaliteter eksisterer i en række forskellige situationer. Mange adfærdsøkonomiske studier dokumenterer således, at individer kan have en tendens til at overforbruge nogle former for goder på grund af problemer med selvkontrol, eller fordi de ikke korrekt kan vurdere deres egen nytte ved forskellige typer forbrug (dvs. som følge af informationsfriktioner). Det kan f.eks. være indtagelsen af sukkerholdige varer, som på længere sigt får negative konsekvenser for helbredet. Et andet eksempel er energibesparende husholdningsapparater som lavenergi-køleskabe. Undersøgelser viser, at forbrugere efterspørger for få af disse i forhold til, hvordan de ville forbedre husholdningens økonomi. Et tredje eksempel, hvor internaliteter kan være store, er adfærden i forbindelse med lotterier.

## Internaliteter og eksternaliteter
Ordet "internalitet" er dannet efter det mere kendte og traditionelle økonomiske begreb eksternalitet, som beskriver en handlings eventuelle virkning på andre personer end dem, der udfører handlingen. En internalitet kan tilsvarende fortolkes sådan, at en handling, som det nuværende jeg foretager, udgør en eksternalitet for det fremtidige jeg, som eksempelvis får reduceret sin nytte på grund af denne handling. Hvis man accepterer, at valg og nytte ikke altid stemmer fuldstændig overens, er implikationen, at ikke alle altid kan forventes at handle optimalt. Dermed er der også et potentiale for at forøge velfærden fra myndighedernes side ved at intervenere i folks adfærd. Interventionen kan f.eks. ske i form af klassiske instrumenter som afgifter og subsidier, men den kan også ske i form af nudges.
En måde, hvorved dette er relateret til adfærdsøkonomi, er ved hjælp af begrebet hyperbolsk diskontering, hvor umiddelbare konsekvenser af en beslutning vejer uforholdsmæssigt tungt i forhold til de fremtidige konsekvenser. En potentiel årsag er manglen på adgang til fuldstændige oplysninger om de tilknyttede omkostninger og fordele før forbruget. Dette kontrasterer med den traditionelle økonomiske teori, som antager, at enkeltpersoner er rationelle beslutningstagere, der tager alle personlige omkostninger i betragtning, når de betaler for varer og tjenester.

## Eksempler
Et eksempel på en positiv internalitet er de langsigtede effekter af motion, hvis disse ikke tages med i betragtning ved beslutningen om at træne. Fremtidige fordele, som en person måske ikke tager tilstrækkeligt i betragtning, omfatter en mindsket risiko for hjertesygdomme og højere knogleskørhed. Et almindeligt eksempel på en potentiel negativ internalitet er effekten af at ryge cigaretter på rygeren selv. (Virkningerne af røgen på rygerens omgivelser er en mere traditionel eksternalitet.) Statistisk set har 80 % af alle rygere et ønske om at stoppe, og 54 % af dem, der seriøst forsøger at stoppe deres rygning, opgiver i løbet af den første uge efter beslutningen. Dette indebærer, at de på grund af kortvarigt ubehag undlader at handle i deres langsigtede bedste interesse. Dette kaldes også selvkontrolproblemet, en manglende evne til at kontrollere kortsigtet forbrug for at optimere langsigtet forbrug. Rygere kan også påføre sig selv en internalitet på grund af manglende information om problemet eller kortsynethed.
Et andet eksempel er pensionsopsparing. Manglende opsparing til alderdommen kan både opfattes som en internalitet, hvis personerne, når de bliver gamle, ender med at fortryde, at de ikke sparede mere op som unge, og samtidig som en eksternalitet, hvis det omliggende samfund føler sig nødsaget til at hjælpe personer, der har behov for hjælp på grund af manglende opsparing. Mange økonomer mener derfor, at samfundet bør fremme opsparing. Dette kan ske på klassisk vis via subsidiering. Dette tiltag virker imidlertid kun, hvis målgruppen både er opmærksom på subsidiet og er i stand til at reagere med en passende reaktion. Dette kan man ikke være sikker på, og en adfærdsøkonomisk tilgang vil derfor være at forsøge med alternative tilskyndelser (nudges).

## Korrektion af internaliteten
Hvis efterspørgslen efter cigaretter har en høj priselasticitet, hvilket empirien tyder på, kan myndighederne bekæmpe den negative internalitet ved hjælp af afgifter. Det er vigtigt at bemærke, at elasticiteten kan ændre sig baseret på geografisk placering og viden om de skadelige sundhedseffekter af rygning. I den traditionelle økonomiske teori går en afgift ofte ud over lavindkomstgrupper, fordi skattebyrden skifter over imod disse grupper, når færre kan betale godet (cigaretterne), og det vandrette lighedsprincip forvrænges. Men adfærdsøkonomiske teorier tyder på, at skatten ikke er regressiv, hvis lavindkomstgrupperne har højere sundhedsomkostninger og er mere prisfølsomme end personer med højere indkomster. Skatter, der er pålagt for at bekæmpe internaliteter, er mest effektive, når de er rettet mod et bestemt produkt. En skat på junkfood kan påvirke en stor mængde varer, der er bredt forbrugt, og omkostningerne ved skatten kan opfattes som mere skadelig end gavnlig for samfundet.
Et tilsvarende eksempel er en skat, der påvirker forbruget af sukkerholdige drikkevarer. Den kan betragtes som korrektion af en internalitet, men den er også regressiv, da man ofte finder, at folk med lavere indkomst bruger relativt flere penge på sukkerholdige drikkevarer. Men det er også blevet vist, at folk, der forbruger de mest sukkerholdige sukkerholdige drikkevarer, har mindst viden og dermed de største internaliteter, så skatten kan ende med ikke at skade lavere indkomstpersoner, men gavne dem mest.
Et vigtigt problem i forsøg på at skabe effektiv lovgivning mod negative internaliteter er, at den pålagte afgift kun skal afspejle de omkostninger, som enkeltpersonerne ikke tager i betragtning i deres forbrugsbeslutninger. Vanskeligheden ved at måle de enkelte personers viden er en hindring for at udvikle ny politik på området. En anden bekymring er, at den gruppe, der nyder fordel af skatten, såsom rygere, der ønsker at stoppe, skal være stor nok til at kompensere for enhver modreaktion fra tobaksvirksomheder og lobbyister.
I de viste diagrammer er D' og S' efterspørgsels- og udbudskurverne, hvis producenterne og forbrugerne tager alle eksterne omkostninger (EC) i betragtning (diagram 1). Den afgift, der forsøger at forhindre internaliteten, bør fastsættes som forskellen mellem D og D' ved det efficiente forbrugsniveau Q*, idet denne forskel udgør den interne omkostning (IC) (diagram 2).